# Trace Cyrus
Trace Dempsey Cyrus (Ashland, 24 februari 1989) is een Amerikaans muzikant. Hij maakte deel uit van de band Metro Station. Cyrus is de geadopteerde zoon van Billy Ray Cyrus en daarmee de oudere broer van Miley en Noah. 

## Carrière

### Metro Station
In 2006 richtte Cyrus samen met Mason Musso de band Metro Station op, nadat hun moeders hen hadden aangespoord om eens samen te spelen. In 2008 was Cyrus samen met Musso te zien in het MTV programma MTV Total Request Live. In diezelfde zomer toerde de band door Amerika met bands als Boys Like Girls en Good Charlotte.
Begin 2010 werd bekend dat de band uit elkaar ging.

### Ashland HIGH
Nadat Metro Station uit elkaar ging, richtte Cyrus de band Ashland HIGH op. Ook in deze band neemt Cyrus de vocals en de gitaar voor zijn rekening. Met deze band bracht Cyrus twee albums uit, getiteld Geronimo en Drugstore Cowboy. In 2013 publiceerde de band twee demo's op hun MySpace-pagina die onderdeel zullen zijn van een nieuw te verschijnen album.

### Solocarrière
In 2006 schreef Cyrus het nummer "Country Music Has the Blues" voor het album Wanna Be Your Joe van zijn vader, Billy Ray. In 2008 heeft Trace Cyrus een gastrol in het nummer "Hovering", afkomstig van het album van Miley Cyrus. In datzelfde jaar is hij te zien in de videoclip van "Somebody Said a Prayer" van Billy Ray. Twee jaar later is hij te horen in het nummer "Alive" van de band van Billy Ray, Brother Clyde.
In 2013 verscheen een remix van het nummer "Dat Boi" van Millionaires, waarin Trace Cyrus opnieuw te horen is.
- Gemeinsame Normdatei: 1164113429
- MusicBrainz: d24b5b27-13ca-4535-9747-fea99df4766f
- Virtual International Authority File: 5931153411843241700006